# Jacqueline Sturm
Jacqueline Cecilia Sturm, aussi connue sous les noms de Jacqueline Baxter et Te Kare Papuni, née le 17 mai 1927 à Opunake et morte le 30 décembre 2009 à Wellington, est une poète et une écrivaine néo-zélandaise maorie. 

## Biographie
Jacqueline Sturm naît à Opunake, Taranaki, en Nouvelle-Zélande, elle est la fille de Jack Papuni et de son épouse Mary Kingsley Harrison. Sa mère meurt peu après sa naissance, d'une septicémie. Elle est d'abord élevée par sa grand-mère maternelle, puis lorsque celle-ci tombe malade, par Ethel et Bert Sturm qui l'adoptent après la mort de sa grand-mère. Elle est ainsi élevée dans un univers Pākehā, et son origine maorie reste pour elle une chose très privée. 
La famille Sturm s'installe à Pukerua Bay et elle écrit ses premiers poèmes, lorsqu'un rhumatisme articulaire aigu l'oblige à rester à la maison. Elle est une élève brillante et elle poursuit ses études à l'université. Elle commence des études de médecine à Dunedin, mais les abandonne pour s'inscrire dans un cursus d'art à l'université d'Otago. C'est là qu'elle fait la connaissance de James K. Baxter, qu'elle épouse en 1948, s'installant avec lui à Wellington, où elle poursuit ses études. En 1949, elle obtient une licence à l'université Victoria, devenant ainsi l'une des premières femmes maories diplômées d'université. Son premier enfant, Hilary Ann, naît en 1949, suivie de la naissance de John McColl en 1952. Elle réalise un mémoire universitaire intitulé New Zealand national character as exemplified in three New Zealand novelists, dans lequel elle étudie l'œuvre de Frank Sargeson, John Mulgan (en) et Dan Davin (en) et obtient un master en philosophie.  
La reconnaissance littéraire que connaît James Baxter dans les années 1940 fait de l'ombre à la propre production littéraire de Jacqueline Sturm. Elle délaisse la poésie et se tourne vers l'écriture de nouvelles dans les années 1950. Sa première nouvelle publiée, « The Old Coat », paraît dans la revue littéraire Numbers en 1954, puis en 1955, elle publie une nouvelle intitulée « For all the Saints », dans le magazine maori Te Ao Hou. Cette nouvelle est rééditée dans le second tome de l'anthologie de nouvelles néo-zélandaise, publiée par C. K Stead en 1966. Ses récits ont été publiés dans plusieurs collections littéraires et magazines étudiants néo-zélandais dans les années 1950 et au début des années 1960. 
Elle s'investit dans des associations maories, notamment la Māori Women's Welfare League (en) au début des années 1950, et fait participer ses enfants à des activités maories, pour qu'ils s'approprient cet héritage culturel. James K. Baxter s'installe à Jerusalem, une implantation maorie (connue sous le nom de translittération du maori, Hiruharama (en)) sur le fleuve Whanganui en 1966, tandis qu'elle reste à Wellington. Elle suit une formation de bibliothécaire à la New Zealand Library School et travaille durant 27 ans à la bibliothèque municipale de Wellington où elle prend notamment la responsabilité du département Nouvelle-Zélande. Elle écrit peu durant ces années, confrontée aux nécessités de gagner sa vie, tout en élevant sa petite-fille. Elle est exécutrice testamentaire de James K. Baxter lorsqu'il meurt soudainement en 1972 et crée un fonds caritatif qui soutient les actions créées par ce dernier.
En 1983, le collectif d'éditions féminines Spiral publie ses récits sous le titre The House of the Talking Cat. Elle est la première écrivaine maorie à publier en langue anglaise. Elle a ouvert la voie à de nouvelles écrivaines maories, comme Patricia Grace ou Keri Hulme, qui ont vu en elle une précurseure d'une renaissance maorie. Elle publie un recueil de poésie en 1996, Dedications, pour lequel elle obtient un prix d'honneur en 1997 au 1997 Montana New Zealand Book Awards. Elle publie ensuite Postscripts (2000) puis The Glass House (2006)..
En 1998, elle se remarie, épousant Peter Alcock. Elle meurt à Wellington en décembre 2009.

## Distinctions
- 2003 : docteure honoris causa en littérature de l'université Victoria de Wellington, en « reconnaissance de son rôle de pionnière »[3].